# Hutchinsoniella macracantha
Genre
Espèce
Hutchinsoniella macracantha, unique représentant du genre Hutchinsoniella, est une espèce de céphalocarides de la famille des Hutchinsoniellidae.

## Distribution
Cette espèce est endémique des États-Unis. Elle se rencontre dans l'océan Atlantique du Massachusetts à la Virginie.

## Publication originale
- Sanders, 1955 : The Cephalocarida, a new Sub-class of Crustacea from Long Island Sound. Proceedings of the National Academy of Sciences, vol. 41, p. 61-66.